# Nhíp

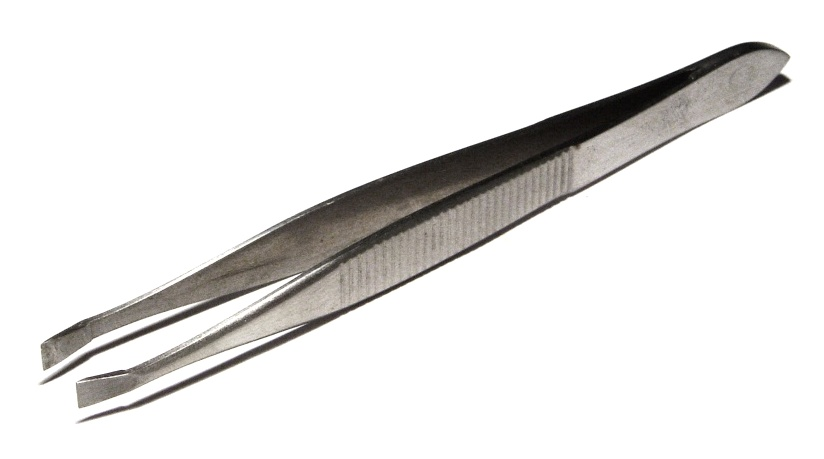
Nhíp thông thường

Nhíp là một dụng cụ cầm tay nhỏ, thường được làm bằng kim loại (sắt hoặc inox) hoặc nhựa dùng để cầm, gắp các vật quá nhỏ mà con người không thể dễ dàng sử dụng bằng ngón tay.

## Công dụng

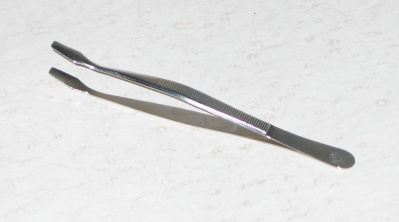
Kẹp tem

Nhíp được sử dụng rộng rãi trong đời sống, chủ yếu như việc nhổ lông, tóc hoặc râu. Trong ngành y tế, nhíp là một dụng cụ phẫu thuật.
Người sưu tập tem sử dụng một loại nhíp chuyên dụng có đầu nhẵn (kẹp gắp tem) dể gắp các con tem mà không làm xước mặt tem hay tem bị dính trên da ngón tay.
Nhíp còn dùng để gắn các linh kiện điện tử nhỏ (đặc biệt là ngành công nghệ dán bề mặt) trong công nghiệp điện tử hay các bộ phận nhỏ của sa bàn trong thiết kế mô hình.
Trong ẩm thực, nhíp được sử dụng trong việc trang trí món ăn, hoặc để loại bỏ xương cá trong phi lê hay phần lông còn sót lại trên da heo.

## Lịch sử

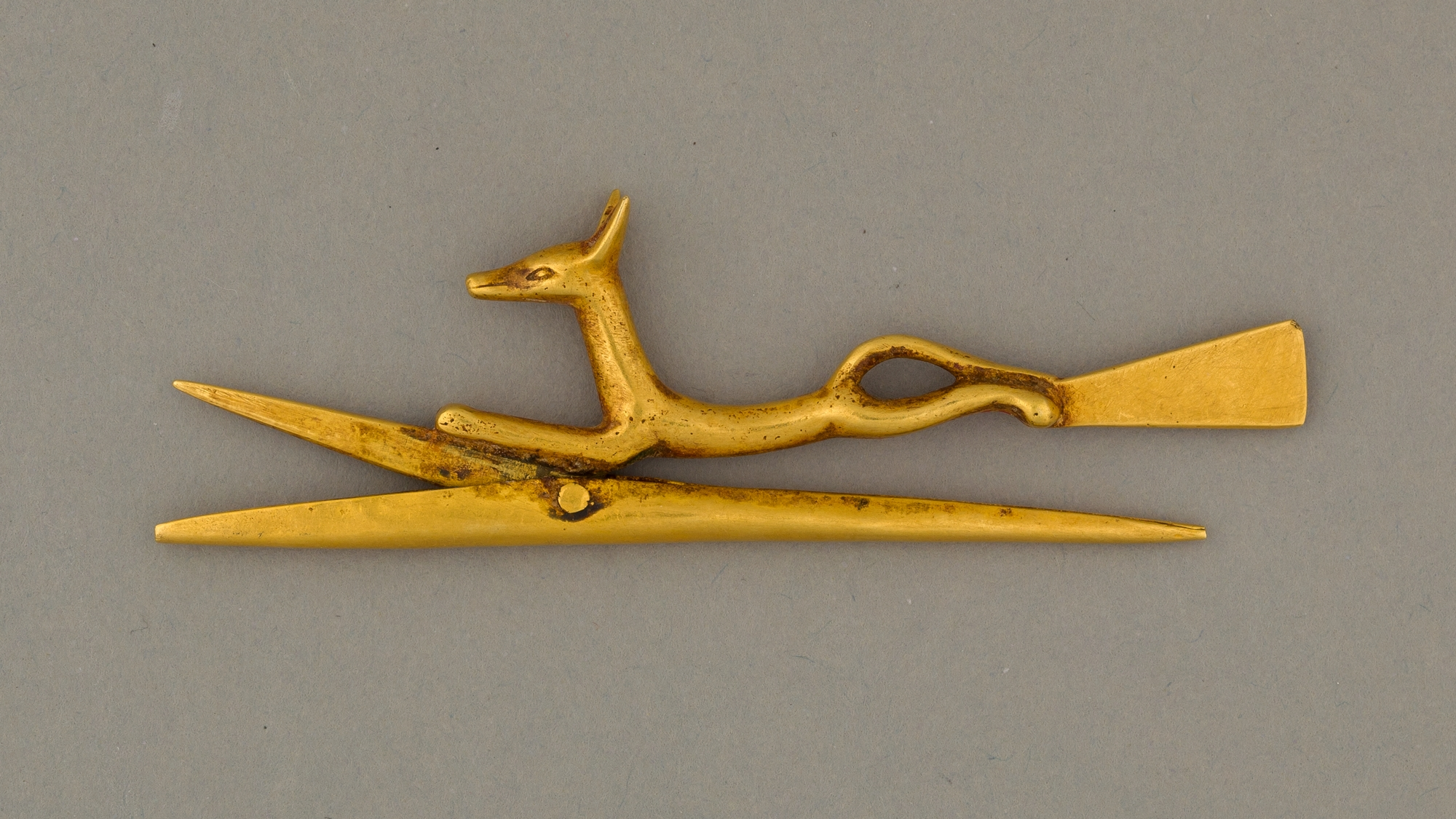
Nhíp kèm dao cạo chạm hình chó rừng bằng vàng (thời kỳ Vương triều thứ Mười Tám của Ai Cập)

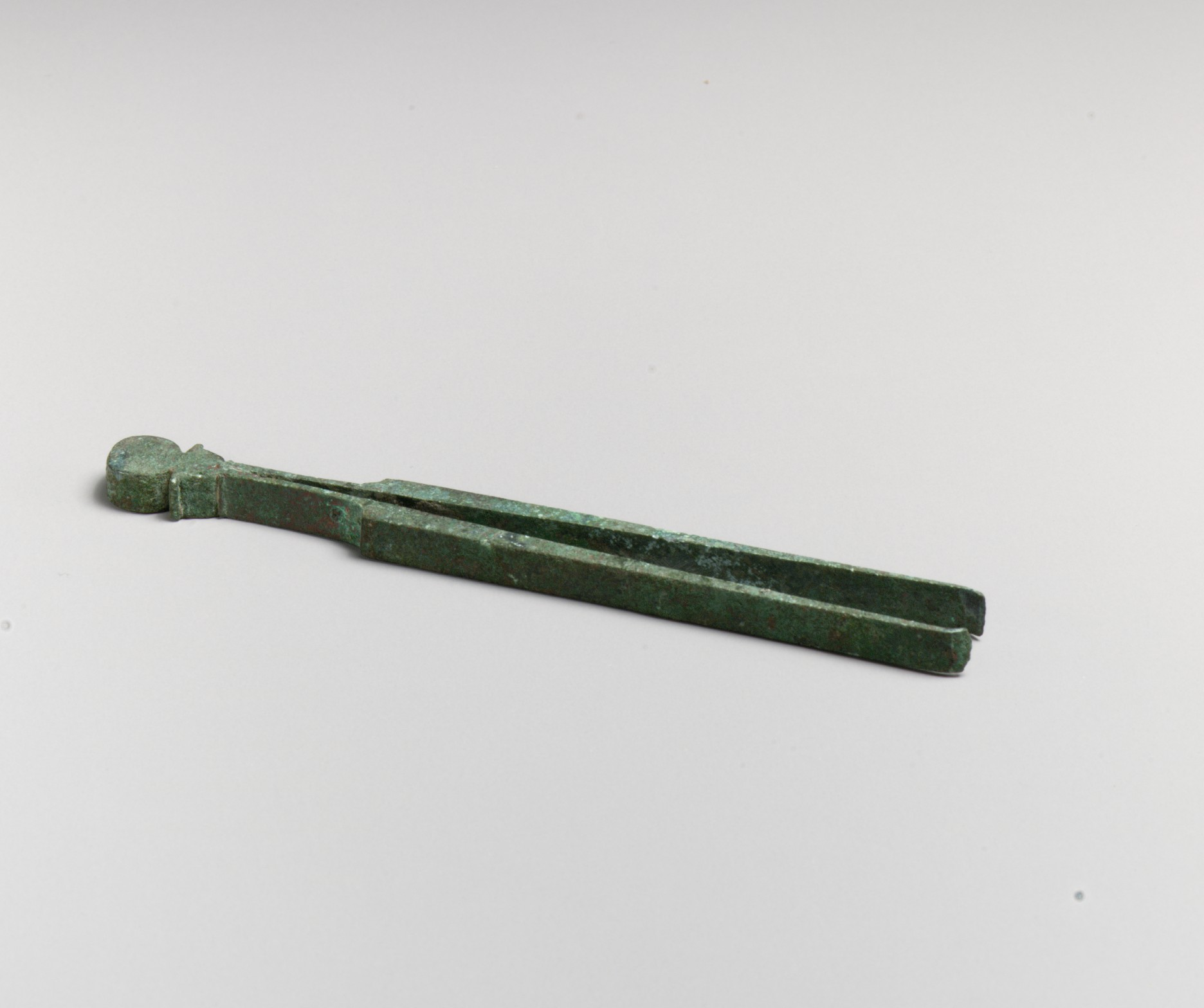
Nhíp đồng có niên đại khoảng thế kỷ 1 hoặc thế kỷ 2 (Viện bảo tàng Mỹ thuật Metropolitan)

Những cây nhíp bằng vàng, bạc và đồng được tìm thấy ở Trung Đông có niên đại khoảng 3000 năm TCN có công dụng để nhổ lông và gắp bỏ mảnh vụn như gai hay dằm, được cho là tiền thân của những kẹp lò xo dùng trong phẫu thuật. Ngoài ra, còn có những chiếc kẹp bằng đồng lớn hơn từ thời Ai Cập cổ đại (khoảng 3300 năm TCN) được dùng để lấy các đầu mũi tên và đầu đạn ra khỏi cơ thể.

## Các loại nhíp đặc biệt
Nhíp quang học, một dụng cụ khoa học sử dụng chùm tia laser hội tụ để giữ và di chuyển các vật thể cực kỳ nhỏ như nguyên tử và hạt nano, tương tự như cách sử dụng nhíp thông thường. Phát minh này đã giành được giải Nobel Vật lý vào năm 2018.